# Nicolaus Johannis Rudbeckius
Nicolaus Johannis Rudbeckius, född 5 januari 1622 i Västerås, död 9 februari 1676 i Västerås, var en svensk biskop.

## Biografi
Nicolaus Rudbeckius var Johannes Rudbeckius och Magdalena Hisings äldste son. Sex år gammal, 1628, blev han elev vid Västerås skola, och 1640 student vid Uppsala universitet. Från 1643 studerade han i Tyskland, men återkom till Sverige samma år eftersom han utnämnts till extra ordinarie eloquentiae lektor vid Västerås gymnasium, som fadern grundat.
År 1658 blev Rudbeckius kyrkoherde i Hedemora, där han var till 1662 då han fick samma tjänst i Stora Tuna socken varifrån hans första hustru kom och där hennes far varit kyrkoherde. År 1666 kallades han till Storkyrkoförsamlingen i Stockholm. I den befattningen höll han på Mickelsmäss 1669 en predikan som trycktes och utgavs samma år, Een enfaldig underwijsning för barnen, och pingsten 1670 Thet aldrahärligaste språket. Därtill höll han flera likpredikningar över framstående personer, som finns utgivna. Han promoverades 1667 till teologie doktor vid Uppsala universitet, och 1670 installerades han till biskop i Västerås stift, en befattning som fadern och svärfadern haft före honom. Vid universitetet var han preses för Benedictus Simonius avhandling 1667.
Rudbeckius spelade en stor roll vid tidens häxprocesser. 1671 var han tillsammans med Laurentius Aroselius och brodern Johannes Rudbeckius d.y. preses för en synodaldisputation, De fraudibud diaboli, hållen 5-6 september samma år med respondenten Samuel Lodigius. Där avkrävdes bättre bevisning för fällande av dem som anklagades för att vara häxor. I skriften fördöms vattenprovet och tortyr vid rannsakningarna, och ifrågasattes på psykologiska grunder likaså frivilliga bekännelser. Denna avhandling skulle senare åberopas ofta och utmynnade så småningom i att häxprocesserna fick ett slut.
Rudbeckius var gift tre gånger. I första äktenskapet, med Segericus Nenzelius dotter Catharina Nentzelia, en systerdotter till Israel Noræus, föddes nio barn. En dotter var gift med professor Andreas Grubb, en annan med Jöns Claesson Wallwijk, och dottern Anna blev mor till två biskopar, Nicolaus Barchius och Andreas Kalsenius. Andra äktenskapet, med Anna Troilia, var barnlöst. Hans tredje hustru, Margareta Laurelia, var änka efter Ericus Odhelius, dotter till biskopen professor Olaus Laurelius och Margareta Kenicia från Bureätten.